# Чемпионат мира по бегу по шоссе среди женщин 1990
Чемпионат мира по бегу по шоссе среди женщин 1990 года прошёл 14 октября в Дублине, столице Ирландии. На старт вышли 83 спортсменки из 28 стран мира. Были разыграны два комплекта медалей — на дистанции 15 км в личном и командном зачёте.

## Итоги соревнований
Каждая страна могла выставить до четырёх спортсменок. Сильнейшие сборные в командном первенстве определялись по сумме мест трёх лучших участниц.
Трасса состояла из четырёх кругов: одного длиной 2,4 км и ещё трёх по 4,2 км. Характерной особенностью дистанции был достаточно крутой 100-метровый подъём на каждом из кругов. Забег прошёл при сильном ветре, что отразилось на итоговых результатах.
После первого круга в лидирующей группе насчитывалось 9 бегуний, темп в ней задавали Аурора Кунья из Португалии и китаянка Чжун Хуаньди. Середина дистанции была пройдена всего лишь за 26 минут 8 секунд, что предполагало быстрый бег на второй половине. Постепенно возраставшая скорость привела к распаду группы лидеров за 2 километра до финиша. К этой отметке на медали претендовали три участницы, но вскоре одна из них, китаянка Чжун, отстала. Золотую медаль разыграли румынка Юлия Негурэ и Фрэнси Ларрьё-Смит из США. Сильнее в финишном спринте оказалась бегунья из Румынии, опередившая американку на три секунды. Результат чемпионки (50.12) стал самым низким в истории турнира; впервые никто из участниц не смог пробежать быстрее 50 минут.
В командном первенстве во второй раз победу одержали спортсменки из Португалии.

## Призёры
Курсивом выделены участницы, чей результат не пошёл в зачёт команды
| Дисциплина      | Золото                                                                            | Золото   | Серебро                                                                            | Серебро  | Бронза                                                           | Бронза  |
| --------------- | --------------------------------------------------------------------------------- | -------- | ---------------------------------------------------------------------------------- | -------- | ---------------------------------------------------------------- | ------- |
| 15 км           | Юлия Негурэ Румыния                                                               | 50.12    | Фрэнси Ларрьё-Смит США                                                             | 50.15    | Чжун Хуаньди Китай                                               | 50.19   |
| 15 км (команды) | Португалия · Аурора Кунья · Консейсан Феррейра · Лусилия Соареш · Альбертина Диаш | 27 очков | СССР · Надежда Галлямова · Валентина Егорова · Людмила Матвеева · Лариса Алексеева | 47 очков | ФРГ Керстин Пресслер Кристина Май Таня Калиновски Андреа Фляйшер | 62 очка |